# Tetrathemis
Tetrathemis é um género de libelinha da família Libellulidae.
Este género contém as seguintes espécies:
- Tetrathemis camerunensis
- Tetrathemis corduliformis
- Tetrathemis denticauda
- Tetrathemis irregularis
- Tetrathemis polleni
- Tetrathemis ruwensoriensis
- Tetrathemis yerburii